# Courtomer (Orne)
Courtomer is een gemeente in het Franse departement Orne (regio Normandië) en telt 676 inwoners (1999). De plaats maakt deel uit van het arrondissement Alençon.

## Geografie
De oppervlakte van Courtomer bedraagt 19,9 km², de bevolkingsdichtheid is 34,0 inwoners per km².
De onderstaande kaart toont de ligging van Courtomer (Orne) met de belangrijkste infrastructuur en aangrenzende gemeenten.

## Demografie
Onderstaande figuur toont het verloop van het inwonertal (bron: INSEE-tellingen).